# Inácio Martins
Inácio Martins ist ein brasilianisches Munizip im Süden des Bundesstaats Paraná. Es hat 9.670 Einwohner (2022) die sich Inácio-Martinenser nennen. Seine Fläche beträgt 936 km². Es ist mit 1.231 Meter über dem Meeresspiegel das höchstgelegene Munizip von Paraná.

## Etymologie
Zu Beginn der Kolonisierung hieß der Ort Guarapuavinha (deutsch: Klein-Guarapuava). Der spätere Name Ignácio Martins ehrt den Ingenieur, der die Bauarbeiten der Eisenbahn in der Region koordinierte. Der Name Ignácio Martins wurde auf Beschluss der Gesetzgebenden Versammlung von Paraná in Inácio Martins geändert. Das Dorf wurde früher auch 66 genannt, eine Anspielung auf den Streckenkilometer der Eisenbahnlinie.

## Geschichte

### Indigene Bevölkerung
Bevor die ersten Pionierfamilien ihr Saatgut hier ausbrachten, bewohnten Völker der Camés, Dorins und Votorões dieses Land. Nur wenige ihrer Nachfahren leben heute in einer kleinen Terra Indígena im Süden des Munizips.

### Pioniere
Die historische Grundlage der Besiedlung der Gemeinde Inácio Martins geht auf das Jahr 1892 zurück, als sich die Familien Stresse, Schleder und Martins dort niederließen. Diese waren schon 1860 nach Brasilien gekommen und hatten sich in Cerro Azul und Curitiba angesiedelt. Im Jahr 1875 erhielten sie von Kaiser Dom Pedro II. Land in der Gemeinde Guarapuava. Der zunächst ausgewählte Ort hieß Boa Vista. Dieses Gebiet entsprach der heutigen Strecke von São Miguel nach Itapará in der Serra da Esperança mit einer Ausdehnung von etwa 30 km. Der Ort, an dem sich die Pioniere im Jahr 1892 niederließen, wurde in Guarapuavinha umbenannt. Dort bauten sie Häuser, Lagerhäuser, einen Friedhof ... Da diese Familien lutherisch und spiritistisch waren, gab es zunächst keine katholische Kirche. 
Später wurde die Kapelle des Göttlichen Heiligen Geistes im heutigen Rio Pequeno gebaut, wo Pater João Ponkgeba die erste Messe feierte. 
Die Besiedlung der Region Inácio Martins fiel mit der Ankunft europäischer Einwanderer in Brasilien zusammen, vor allem aus Italien, Deutschland und Portugal sowie aus Polen und England. Sie beschäftigten sich hauptsächlich mit der Gewinnung von Holz und Herva Mate, was zur Entstehung von Sägewerken und dem Bau zahlreicher Dörfer führte.
Die Kolonisierung durch den Holzabbau begünstigte die Aufteilung der Ländereien der Region in Großgrundbesitz, wobei die meisten Eigentümer Sägewerksbesitzer waren, deren ausschließliches Ziel die Ausbeutung des Landes für die Gewinnung des vorhandenen Holzes war, insbesondere Imbuia und Araukarien.

### Eisenbahn
Mit der Ankunft der Eisenbahn 1943 wurde Inácio Martins zum Brennholzlieferanten für die Dampflokomotiven, die unter dem Namen Maria Fumaça bekannt waren. Die Gemeinde war eine Versorgungsstelle für Brennholz und Wasser auf der Strecke zwischen Ponta Grossa und Guarapuava (Ramal de Guarapuava). Noch heute gibt es in der Nähe der Bahnlinie einen Wassertank mit einem Fassungsvermögen von 8000 Litern, der aus Beton gebaut wurde. Nachdem der Personenverkehr 1983 eingestellt wurde, wird die Bahn derzeit nur noch für den Güterverkehr genutzt, insbesondere für den Transport von Kiefernholz, Getreide und Treibstoff. Sie wird von der América Latina Logística (ALL) betrieben und hat in Guarapuava Anschluss an die Strecke der Estrada de Ferro Paraná Oeste nach Cascavel.

### Zeit ab den 1940er Jahren
Anfang der 1940er Jahre, als der Eisenbahnbau vorübergehend eingestellt wurde, entwickelte sich Inácio Martins, damals noch Guarapuavinha, zu einem Umschlagplatz für Rinder und Schweine, die vor allem aus Laranjeiras do Sul, Pitanga und Guarapuava kamen, sowie für Truppen des brasilianischen Heeres, die in andere Regionen verlegt wurden.
Während des Baus von Brasília verließ eine große Menge an Bauholz Inácio Martins, hauptsächlich Kiefernholz und Imbuia.

### Erhebung zum Munizip
Inácio Martins wurde durch das Staatsgesetz Nr. 4245 vom 25. Juli 1960 aus Guarapuava ausgegliedert und in den Rang eines Munizips erhoben. Es wurde am 25. November 1961 als Munizip installiert.

## Geografie

### Fläche und Lage
Inácio Martins liegt auf dem Terceiro Planalto Paranaense (der Dritten oder Guarapuava-Hochebene von Paraná). Seine Fläche beträgt 936 km². Es liegt auf einer Höhe von 1231 Metern und ist das höchstgelegene Munizip von Paraná.

### Geologie und Böden
Die Böden bestehen aus Terra-Roxa.

### Vegetation
Das Biom von Inácio Martins ist Mata Atlântica.

### Klima
Das Klima ist gemäßigt warm. Es werden hohe Niederschlagsmengen verzeichnet (1703 mm pro Jahr). Die Klimaklassifikation nach Köppen und Geiger lautet Cfb. Im Jahresdurchschnitt liegt die Temperatur bei 16,6 °C.

### Gewässer
Inácio Martins liegt im Einzugsgebiet des Iguaçú. Sein rechter Nebenfluss Rio da Areia bildet zusammen mit seinen Zuflüssen Rio Potinga und Rio Monjolo die südliche Grenze des Munizips.

### Straßen
Inácio Martins ist über die PR-364 mit Guarapuava im Westen und mit Irati im Osten verbunden. 

### Eisenbahn
Inácio Martins wird von der Eisenbahnlinie von Guarapuava nach Irati durchquert. Die Bahn wird nur für den Transport von Gütern genutzt, Personenverkehr findet seit 1983 nicht mehr statt.

### Terras Indígenas
Im Gebiet des Munizips liegt die Terra Indígena Rio Areia. Gemäß der Datenbank der indigenen Territorien des Instituto Socioambiental leben hier 141 Menschen vom Volk der Guaraní Mbyá (Stand: 2014).
| Terra indígena | Völker       | Bewohner | Fläche (km²) | Bewohner pro km² | Kategorie      |
| -------------- | ------------ | -------- | ------------ | ---------------- | -------------- |
| Rio Areia      | Guarani Mbyá | 141      | 14,06        | 10               | Terra Indígena |

### Nachbarmunizipien
| Guarapuava   |                                             |          |
| Pinhão       | Kompassrose, die auf Nachbargemeinden zeigt | Irati    |
| Cruz Machado | Mallet                                      | Rio Azul |

## Stadtverwaltung
Bürgermeister: Edemetrio Benato Junior, PSD (2021–2024)
Vizebürgermeister: Kleverson Perussolo, PSD (2021–2024)

## Demografie

### Bevölkerungsentwicklung
| Jahr | Einwohner | Stadt | Land |
| ---- | --------- | ----- | ---- |
| 1970 | 7.647     | 13 %  | 87 % |
| 1980 | 10.468    | 20 %  | 80 % |
| 1991 | 13.776    | 18 %  | 82 % |
| 2000 | 10.963    | 37 %  | 63 % |
| 2010 | 10.943    | 57 %  | 43 % |
| 2022 | 9.670     |       |      |

Quelle: IBGE, bis 2010: Volkszählungen und Volkszählung 2022

### Ethnische Zusammensetzung
| Gruppe * | 1991    | 2000    | 2010    | wer sich als …                                                                   |
| --- | ------- | ------- | ------- | -------------------------------------------------------------------------------- |
| Weiße | 84,7 %  | 84,0 %  | 67,9 %  | weiß bezeichnet                                                                  |
| Schwarze | 1,2 %   | 0,9 %   | 2,9 %   | schwarz bezeichnet                                                               |
| Gelbe | 0,0 %   | 0,0 %   | 5,5 %   | von fernöstlicher Herkunft wie japanisch, chinesisch, koreanisch etc. bezeichnet |
| Braune | 13,5 %  | 14,0 %  | 22,5 %  | braun oder als Mischung aus mehreren Gruppen bezeichnet                          |
| Indigene | 0,5 %   | 0,6 %   | 1,2 %   | Ureinwohner oder Indio bezeichnet                                                |
| ohne Angabe | 0,1 %   | 0,4 %   | 0,0 %   |                                                                                  |
| Gesamt | 100,0 % | 100,0 % | 100,0 % |                                                                                  |
| *) Das IBGE verwendet für Volkszählungen ausschließlich diese fünf Gruppen. Es verzichtet bewusst auf Erläuterungen. Die Zugehörigkeit wird vom Einwohner selbst festgelegt. |         |         |         |                                                                                  |

Quelle: IBGE (Stand: 1991, 2000 und 2010)